# Michael Dorn
Michael Dorn (* 9. prosince 1952 Luling, Texas) je americký herec.
Narodil se v Texasu jako syn Allie Lee Naulsové a Fentresse Dorna, Jr. Vyrůstal v kalifornské Pasadeně, kde na Pasadena City College studoval rozhlasovou a televizní produkci. Zde se také začal věnovat hudbě a vystupoval s různými rockovými skupinami.
Jeho první filmovou rolí se stala postava bodyguarda Apolla Creeda v snímku Rocky (1976). O dva roky později vystoupil v televizní show W.E.B., kde zaujal producenta natolik, že jej doporučil agentovi. Dorn se poté půl roku věnoval studiím herectví a následně obdržel pravidelnou roli v seriálu CHiPs.
Dornovou asi nejznámější rolí je klingonský poručík (a později nadporučík) Worf ve sci-fi příbězích Star Trek. Vystupoval v téměř všech epizodách seriálu Star Trek: Nová generace (1987–1994) a čtvrté až sedmé řady seriálu Star Trek: Stanice Deep Space Nine (1995–1999) a čtyřech filmech: Star Trek: Generace (1994), Star Trek: První kontakt (1996), Star Trek: Vzpoura (1998) a Star Trek: Nemesis (2002). Ve filmu Star Trek VI: Neobjevená země (1991) hrál plukovníka Worfa, který, ačkoliv to nikdy nebylo v seriálech či filmech potvrzeno, má být dědou Worfa z Nové generace. S účinkováním v 175 epizodách Nové generace, 102 epizodách Stanice Deep Space Nine a celkem pěti filmech je Michael Dorn hereckým rekordmanem ve světě Star Treku.
Významně Michael Dorn působí i v oblasti dabingu. Účinkoval např. v animovaných seriálech I Am Weasel, Megas XLR, Gargoyles, Superman, Danny Phantom a v dalších. Jeho hlas se objevuje i v počítačových hrách, jako jsou např.: Star Trek Online, Emperor: Battle for Dune, Gabriel Knight, Fallout 2, Mission Critical či World of Warcraft.